# ОШ „Зага Маливук” (Београд)
Основна школа „Зага Маливук” је школа која се налази у градској општини Палилула, а основана је у августу 1961. године.

## Опште информације
Школа се налази у београдском насељу Крњача, основана је у августу, а прве ђаке примила у септембру 1961. године. Обухвата целу територију насеља Крњача са месним заједницама Дунавски венац и Рева. Саграђена је на парцели која је површине 8350,51 м2 од чега на зграду отпада 2981,51 м2, на зелене површине 650 м2, трим стазу 300 м2, терен за рукомет 1700 м2  и кошаркашки терен који је површине 425 м2.
Корисничка површина објекта школе је 2891,51 м2 и састоји се од 16 учионица, 2 кабинета за информатику фискултурну салу, библиотеку са читаоницом, радне просторије за стручне сараднике, директорку, секретарку и рачуноводство. Регистрована је код Окружног привредног суда, а зграда у целости задовољава потребе васпитно-образовног рада и ради у две смене. У оквиру школске библиотеке налази се више од 5000 књига.
Носи име по Заги Маливук, учесници Народноослободилачке борбе и народној хероини Југославије.

## Историјат
Школа је изграђена у августу 1961. године, а највећу заслугу за њено подизање имао је први директор Никола Митић. Школска зграда рађена ј у три етаже, прво је 1961. године саграђен део између хола и трпезарије, када је школа имала 9 учионица са 16 одељења и 553 ученика, док је наставу изводила 8 учитеља и 13 наставника. Након изградње друге етаже број ученика се повећавао, а тада су направљени хол, канцеларије, две учионице, фиксултурна сала и 4 учионице на спрату.
Након изградње ОШ „Васа Пелагић” у Котежу 1971. године, део ученика и наставног особља преселио се у ту школу. Трећа етажа изградње која је обухватила трпезацију са кухињом и котларницу, завршена је 1975. године. Током постојања, школа је добила многа признања, дипломе и похвале за свој рад и деловање.

## Познати ученици
- Тимбе
- Мики Бој